# Irene Reinertz-Maraite
Irene Reinertz-Maraite (5 oktober 1955) was een Belgisch volksvertegenwoordiger van de Duitstalige Gemeenschap.

## Levensloop
Reinertz-Maraite was van 1980 tot 1994 uitgeefster van de reclamekrant Kurier. Daarna werd ze actief als landbouwster en werkte ze op haar familieboerderij.
Ze werd politiek actief voor de CSP: van 1996 to 2005 was ze presidente van de lokale CSP binnen de gemeente Amel.  
Voor de CSP was ze van 2001 tot 2006 gemeenteraadslid van Amel en van 2001 tot 2006 provincieraadslid van Luik.
Tevens was ze van 1997 tot 1999 lid van het Parlement van de Duitstalige Gemeenschap. Als provincieraadslid was ze van 2001 tot 2006 opnieuw lid van dit parlement, maar dan wel als raadgevend lid.